# DeepBurner
DeepBurner — умовно безкоштовна програма для запису CD, DVD, HD DVD дисків, розроблена компанією Astonsoft Ltd. 
Програма включає найнеобхіднішим набір опцій та простий у використанні інтерфейс. Підтримує наступні формати: CD-R, CD-RW, DVD-R, DVD-RW, DVD+R, DVD+RW і DVD-RAM, вміє створювати та записувати завантажувальні, музичні або диски з даними ISO-образів. Підтримує створення обкладинок, мультисессіоних дисків та технологію «Burn-Proof» для очищення буфера, а також надає детальну інформацію про записуючий пристрій. У DeepBurner присутній багатомовний інтерфейс (включаючи українську мову, файл з якою можна завантажувати додатково з офіційного сайту) та оснащена вбудованим майстром.
У безкоштовній версії програми відсутні деякі функції запису та створення дисків, які присутні вже у платній версії. Наприклад, записати DVD-відео, створити фотоальбом. Також у безкоштовній версії відсутній модуль діагностики, резервного копіювання та дублювання дисків, а також видаленні всі опції командного рядка.  
Існує портативна версія DeepBurner, яка може працювати з переносних носіїв інформації.
Остання версія програми під номером 1.9 була представлена 18 березня 2008 року і з того часу не оновлювалась. 